# Saber Ben Frej
Saber Ben Frej (Karkar, 3 de julho de 1979) é um futebolista profissional tunisiano que atua como defensor.

## Carreira
Saber Ben Frej representou o elenco da Seleção Tunisiana de Futebol no Campeonato Africano das Nações de 2008.